# Eduardoxenus unicus
Eduardoxenus unicus — викопний вид жуків родини антрибіди (Anthribidae), що існував в Європі у пізньому еоцені. Комаху знайдено у рівненському бурштині з Клесівського кар'єру.